# ドロキシカム
ドロキシカム(Droxicam)は、オキシカム系の非ステロイド性抗炎症薬である。ピロキシカムのプロドラッグで、関節リウマチや変形性膝関節症等の筋骨格病の痛みや炎症を和らげるために用いられる。